# 衛嶔
衛嶔（？—？），字我實，陕西西安府韓城縣軍籍。

## 生平
万历四十六年（1618年）戊午科陕西乡试举人，天啓五年（1625年）乙丑科進士，考选翰林院庶吉士。
弟卫岑，万历三十七年己酉科舉人，历南京户部主事。